# A cigánytábor az égbe megy
A cigánytábor az égbe megy (oroszul: Табор уходит в небо, magyaros átírással: Tabor uhogyit v nyebo) 1975-ben bemutatott szovjet romantikus zenés filmdráma, amely Makszim Gorkij Makar Csudra című elbeszélése alapján készült. 
Az élőszereplős játékfilm rendezője és írója Emil Lotjanu, zeneszerzője Jevgenyij Doga. A mozifilm a Moszfilm gyártásában készült.
A Szovjetunióban 1976. április 5-én mutatták be a mozikban. Magyarországon viszonylag kis késéssel, feliratos változatban vetítették. A magyar változatot 1981. január 1-jén az MTV1-n sugározták a televízióban.

## Cselekmény
Tragikus és romantikus szerelmi történet a lókötőről, akibe két lány is beleszeret: egy moldvai lány és egy gyönyörű cigánylány, Rada. Rá viszont a földesúr is szemet vetett.

## Szereplők
| Szerep             | Színész             | Magyar hang    |
| ------------------ | ------------------- | -------------- |
| Rada               | Szvetlana Toma      | Kiss Mari      |
| Lojko Zobar        | Grigorij Grigoriu   | Szersén Gyula  |
| Makar Csudra       | Baraszbi Mulajev    | Képessy József |
| Antal Szilágyi     | Ion Szandri Skurja  | N/A            |
| Danilo             | Vsevolod Gavrilov   | N/A            |
| Bucha              | Boriszlav Brondukov | N/A            |
| Talimon            | Pavel Andrejchenko  | N/A            |
| Nur                | Mihail Siskov       | N/A            |
| Aralambi           | Nyikolaj Volsaninov | N/A            |
| Bubulia            | Sergiu Finiti       | N/A            |
| Öreg cigányasszony | Ljalja Csjornaja    | N/A            |
| Rusalina           | Nelli Volsaninova   | N/A            |
| Balint             | Vaszilij Szimcsics  | N/A            |
| Yulishka           | Jelena Szadovszkaja | N/A            |

További magyar hangok: Bodor Tibor, Csurka László, Felföldi László, Fillár István, Szigeti András, Velenczey István

## Díjak
- San Sebastián-i Nemzetközi Filmfesztivál (1976)
- díj: Arany Kagyló – Emil Loteanu